# Тьомкін Зіновій Іонович
Зіновій Іонович Темкін (16 листопада 1865, Єлисаветград, Херсонська губернія — 1942, Париж) — єврейський громадський діяч, один з лідерів ревізіоністського сіонізму. Батько композитора Дмитра Тьомкіна.

## Життєпис
Зіновій Тьомкін народився 1865 року в Єлисаветграді (нині Кропивницький) у купецькій єврейській родині. Після початкової релігійної школи (хедера) навчався у гімназії. Після закінчення медичного факультету Санкт-Петербурзького університету стажувався в лабораторії Пауля Ерліха в Берліні, спеціалізуючись у галузі мікробіології та біохімії. Після повернення до України в 1889 році одружився з Марією Давидівною Тартаковською (13 квітня 1867 — 9 березня 1960) з родини заможного орендаря єврейських землеробських колоній Херсонської губернії, що жила в Новогеоргіївську. Їхній старший син Олександр народився 1890 року в Єлисаветграді, але вже на початку 1890-х років Зіновій Тьомкін відкрив власну медичну практику у Кременчуці Полтавської губернії. До 1904 року був консультантом у Кременчуцькому Олександрівському реальному училищі та 35-му Брянському піхотному полку, був одним із керівників соціал-демократичного руху в місті. Сім'я жила у будинку Липавського на Херсонській вулиці, з 1904 року — у будинку Паризьких на Докторській вулиці.
У 1914 році, на початку Першої світової війни, був призваний до діючої армії, працював у військово-польовому госпіталі, демобілізований з її закінченням у 1918 році. Якийсь час проживав в Одесі, де був членом правління міської єврейської громади (від сіоністської організації) і входив до керівництва міського Товариства охорони здоров'я євреїв (ОЗЕ). Під час Громадянської війни залишив сім'ю (дружину, сина та двох дочок) і перебрався до Туреччини в Константинополь, де керував Американським єврейським об'єднаним розподільчим комітетом «Джойнт». З Константинополя перебрався до Берліна, де одружився вдруге; через кілька років переїхав до брата в Париж, де знову відкрив медичну практику за адресою 99, rue de Rome, 17-е.
У 1921 році брав участь у діяльності Товариства допомоги єврейським дітям у Росії. У 1924—1933 роках був членом редколегії російсько-єврейського журналу «Світанок», що перемістився з Петрограда до Парижа і редагованого Володимиром Жаботинським та Йосефом Бером Шехтером (1891—1970). З самого заснування у 1925 році був обраний членом президії Світового союзу сіоністів-ревізіоністів — радикального крила сіоністського руху (ревізіоністська партія), був найближчим прихильником Володимира Жаботинського. У 1925—1931 роках був головою Союзу сіоністів-ревізіоністів Франції (брат Володимир Тьомкін очолював цю світову організацію). У 1932 році підтримав Жаботинського і через розкол руху внаслідок розбіжностей з Меїром Гроссманом (1888—1964) з питання про підпорядкування Всесвітньої сіоністської організації Тьомкін з І. Б. Шехтером покинули Всесвітній союз сіоністів-ревізіоністів. У 1935 році увійшов до керівництва новоствореної Нової сіоністської організації, яку очолив Жаботинський.
Входив до складу Товариства російських лікарів імені І. І. Мечникова, з 1933 року член його правління; також з 1931 році був членом правління Об'єднання російських лікарів за кордоном. З 1929 року увійшов до редколегії часопису «Лікарський вісник». З 1932 року — член російської емігрантської масонської ложі «Вільна Росія» (ВВФ), в 1933 році перейшов до Великої ложі Франції та " Лотос " (Париж). З 1933 року член правління Товариства друзів амбулаторії та диспансеру імені Володимира Тьомкіна, був також членом медичної секції при Комітеті з надання допомоги єврейській інтелігенції. В 1938 році відійшов від активної громадської діяльності за станом здоров'я і помер в окупованому німцями Парижі в 1942 році.

## Родина
- Старший брат — Володимир Іонович Тьомкін, один з лідерів палестинофільського та сіоністського рухів, казенний рабин Єлисаветграда в 1893—1917 роках, член Всеросійської рабинської колегії, з 1925 — перший президент Всесвітнього союзу сіоністів-ревізіоністів.
- Дружина — Марія Давидівна Тартаковська (1867—1960)[13].
  - Сини — Олександр (1890) та Дмитро (1894), доньки — Таня та Женя.